# Stephen Bolsin
Stephen Bolsin (1952) è un medico anestesista inglese, divenuto famoso per aver sollevato lo scandalo della cardiochirurgia pediatrica di Bristol (UK).
Nel 1989 il dottor Bolsin, appena divenuto consulente alla Bristol Royal Infirmary, evidenziò come la mortalità nella cardiochirurgia pediatrica dell'ospedale fosse troppo elevata, raggiungendo il 30% dei pazienti. Questa scoperta lo portò ad un confronto con i cardiochirurghi pediatrici, che l'ospedale si rifiutava di indagare. Bolsin dovette allora rivolgersi ai media, a cui seguì successivamente un'inchiesta governativa nota come Kennedy Report, che auspicava delle raccomandazioni sulla riforma della Clinical Governance in Gran Bretagna.
L'azione del dott. Bolsin ha ridotto significativamente la mortalità nella cardiochirurgia del Bristol Royal Infirmary, portandola dal 30 al 5% e ha portato a modificare, a seguito della adozione delle raccomandazioni presenti nel Kennedy Report, la clinical governance all'interno del sistema sanitario britannico (National Health Service).
A seguito dello scandalo che ne era nato, il dott. Bolsin non fu più in grado di trovare lavoro in Gran Bretagna e dovette emigrare in Australia.